# بنزیل استات
بنزیل استات (به انگلیسی: Benzyl acetate) با فرمول شیمیایی C۶H۵CH۲OCOCH۳ یک ترکیب شیمیایی است؛ که جرم مولی آن ۱۵۰٫۱۸ g/mol می‌باشد.